# فربس

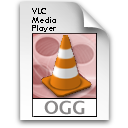

فُرْبِس (بالإنجليزية: Vorbis)‏ هو مشروع حر ومفتوح المصدر تترأسه مؤسسة Xiph.Org (والتي كانت تسمى «شركة إكسيفوفوروس» سابقاً). ولقد أنتج المشروع مواصفات صيغة الصوت والتطبيق البرمجي (الترميز) لضغط الصوت. ويسنخدم فربس بشكل شائع مع حاوية الوسائط أوغ الذي تنتجه المؤسسة نفسها، ولذا فهو يدعى غالباً أو جي جي فربس.
فربس هو استمرار لتطوير مشروع ضغط الصوت الذي بدأه كريس مونتجومرى عام 1993م. ولقد بدأ التطوير المُركَّز عام 1998م حينما جاء خطاب من مجتمع فراونهوفر يعلن أسعار أجرة ترخيص الصيغة إم بي ثري. وقد بدأ مشروع فربس كجزء من مشروع أو جي جي التابع لشركة إكسيفوفوروس (أيضاً كان يعرف باسم مشروع الوسائط المتعددة أو جي جي إسقويش (OggSquish)). بدأ كريس مونتجومري عمله على المشروع وساعده عدد متزايد من المطورين، واستمروا في تنقيح الشيفرة المصدرية حتى تم تجميد صيغة الملف فربس الإصدار 1.0 في مايو عام 2000م وأصدر المرجع الخاص بهذه الإصدارة في 19 يوليو 2002م.
تبقي مؤسسة Xiph.Org المرجع التطبيقي -ليب فربس- آخر نسخة رسمية هي 1.3.1 والتي أصدرت في 26 مارس 2010. وهناك أيضاً بعض النسخ غير الرسمية المحسنة، وخاصةً إيه أو تي يو في (aoTuV) الذي يوفر جودة صوت أفضل خاصةً في معدلات البت المنخفضة. هذه التحسينات تُدْمَج بشكل دوري في شيفرة المصدر المرجعية.

## روابط خارجية
- الموقع الرسمي
- مؤسسة Xiph.Org